# Cadillac Type 51
 La Type 51 è un'autovettura prodotta dalla Cadillac dal 1914 al 1915. In seguito furono prodotti i modelli Type 53, Type 55, Type 57, Type 59 e Type 61, che erano strettamente correlati alla Type 51. Furono in commercio fino al 1923.  L'evoluzione dei modelli si traduceva in una costante introduzione di migliorie e perfezionamenti, che portavano però al mantenimento delle linee generali.

## Type 51 (1915)
Nel settembre del 1914 la Cadillac presentò al pubblico la sostituta della Model Thirty. Il nuovo modello, a cui fu dato il nome di Type 51, montava un motore V8. Inoltre, con la nuova vettura, la guida passò da destra a sinistra. Il telaio era a longheroni ed aveva un passo di 3.100 mm.
Le carrozzerie disponibili erano tre, roadster, torpedo e berlina. Il motore era un V8 a 90° da 5,15 L di cilindrata che aveva un alesaggio ed una corsa, rispettivamente, di 79,4 mm e 130,2 mm. Era dotato di un impianto di raffreddamento ad acqua. Il monoblocco era in alluminio-rame ed il cambio era a tre marce.

## Type 53 (1916)
Già nel luglio del 1915 (model year 1916) la Type 51 fu sostituita dalla Type 53. Tale modello è stata la prima auto costruita con i comandi al "posto giusto", cioè come sono disposti attualmente sulla stragrande maggioranza delle automobili.

## Type 55 (1917)

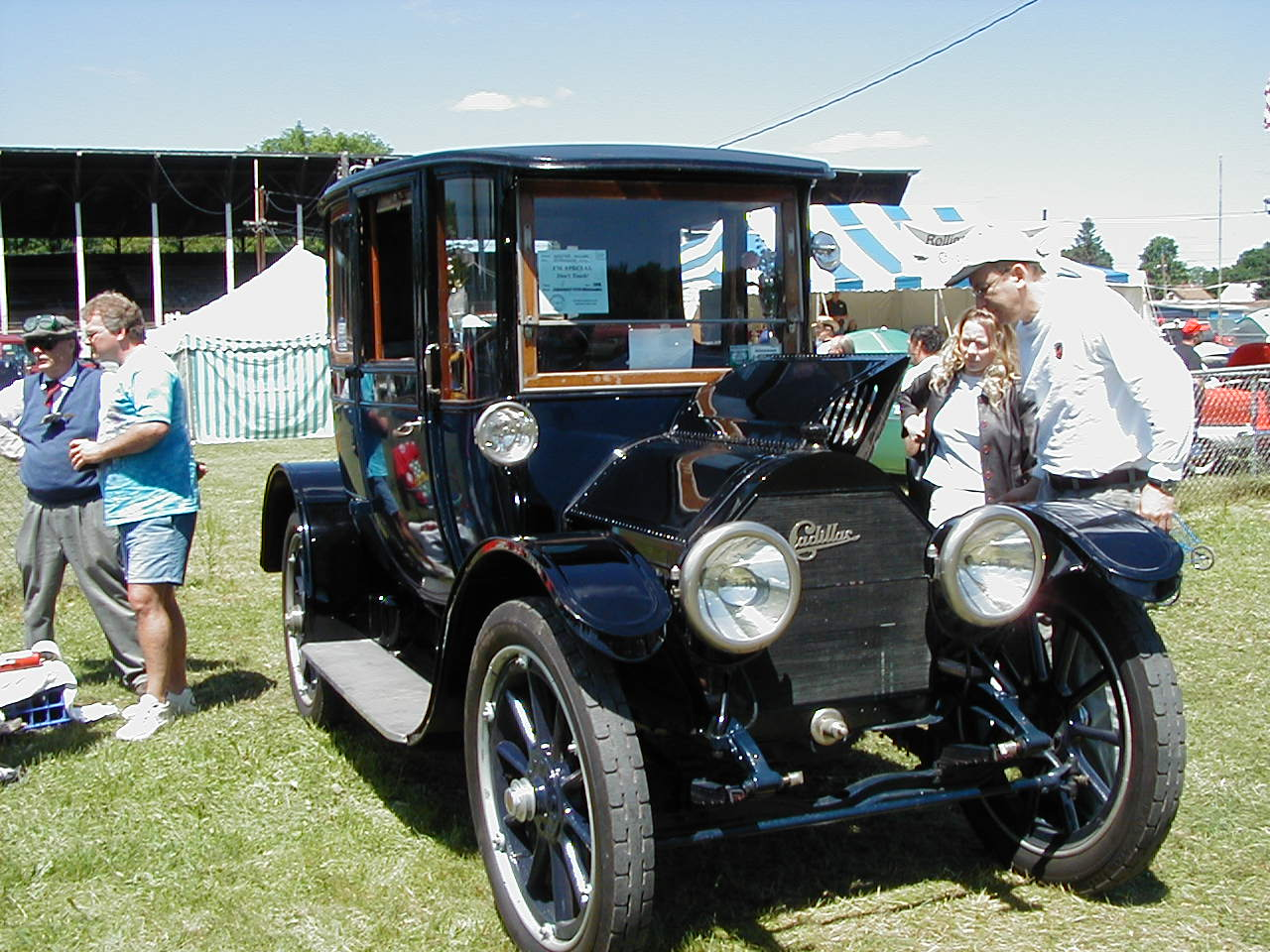
Una Cadillac Type 55 del 1917

Nel mese di agosto del 1916 è stata invece introdotta la Type 55. Restò in produzione fino al luglio del 1917. Anche in questo caso i cambiamenti nei confronti degli anni precedenti furono minimi. Il parabrezza non era perfettamente verticale ma leggermente inclinato. Il telaio fu rivisto ed allungato.

## Type 57 (1918-1919)
La Type 57 presentava un nuovo cambio a tre marce, un cofano modificato con 9 prese d'aria laterali ed un motore V8 aggiornato. Fu anche prodotta in versione limousine per uso governativo.

## Type 59 (1920-1921)
Sulla Type 59 furono operate piccole modifiche alla carrozzeria ed alla meccanica.

## Type 61 (1922-1923)
Su questo modello il cofano era più alto. Erano inoltre presenti l'impianto di lavaggio del parabrezza e lo specchietto retrovisore.

## Caratteristiche
| Dati delle Cadillac Type 51, 55, 57, 59 e 61 (1915–1923) |                  |              |             |                |           |               |           |
| Modello                                                  | Cilindrata (cm³) | Potenza (PS) | Passo (mm)  | Lunghezza (mm) | Peso (kg) | Prezzo (US-$) | Esemplari |
| Type 51                                                  | 5.155            | 60           | 3.099       | non nota       | non noto  | 1.975-3.600   | 13.002    |
| Type 53                                                  | 5.155            | 60           | 3.099-3.683 | non nota       | non noto  | 2.080-3.880   | 18.004    |
| Type 55                                                  | 5.155            | 60           | 3.175-3.683 | non nota       | non noto  | 2.240-4.040   | 18.002    |
| Type 57                                                  | 5.155            | 60           | 3.175-3.683 | non nota       | non noto  | 2.590-4.685   | 45.146    |
| Type 59                                                  | 5.155            | 60           | 3.175-3.683 | non nota       | non noto  | 3.740-5.690   | 24.878    |
| Type 61                                                  | 5.155            | 60           | 3.353       | non nota       | non noto  | 2.885-5.390   | 41.001    |